# Iassus lanio
Iassus lanio är en insektsart som beskrevs av Carl von Linné 1761. Iassus lanio ingår i släktet Iassus och familjen dvärgstritar. Arten är reproducerande i Sverige. Inga underarter finns listade i Catalogue of Life.